# Karlito
Karlito, de son vrai nom Carl Da Costa, est un rappeur français, originaire d'Orly, dans le Val-de-Marne. Il est membre de la Mafia K'1 Fry.
En 2001, il publie son premier album solo, Contenu sous pression, réalisé avec DJ Mehdi.

## Biographie
Carl Da Costa est originaire d'Orly, dans le Val-de-Marne. Il est le cousin du rappeur Dry, membre de la Mafia K'1 Fry. Au sein du groupe, Karlito est réputé pour son écriture poétique et son sens de l'introspection. En 1997, il participe à la chanson Je désole mes parents, et au maxi Les liens sacrés du groupe,.
En 2001, il publie son premier album solo, Contenu sous pression, produit aux côtés de DJ Mehdi, bien accueilli par la presse spécialisée,,,.
Il fonde en 2005 le label Ozas. Parallèlement à son activité de rappeur, Karlito réalise de nombreux disques des membres de la Mafia K'1 Fry, tels que La Fierté des nôtres  de Rohff en 2004 ou les deux albums d'Intouchable (Les points sur les I en 2000 et La Vie de rêve en 2005). Épaulant le duo Intouchable sur scène, il apparaît par ailleurs sur 3 titres de l'album La Vie de rêve. En 2012, il participe à la coordination artistique, via la société Karlito Da Costa Prod, de la compilation Avec vous, en partenariat avec les villes de Vitry-sur-Seine et Choisy-le-Roi. 
En 2014, Karlito annonce son retour avec un deuxième album dont il publie la pochette en fin d'année. Le 12 janvier 2015, après quelques previews et extraits sortis au cours de l'année 2014, l'album Impact sort avec de nombreuses productions signées DJ Cream.
En juin 2020, il sort l'EP Vision en collaboration avec Pone, qui assure la production malgré son immobilité causée par la maladie de Charcot. Ali est invité sur le titre Au-delà de l'horizon, et on entend un hommage à DJ Mehdi sur le dernier titre.
En 2023, il sort l'EP Ghostdog, produit et réalisé par Tcho. Il sera suivi par l'EP Ghostdog 2 en juin 2024.

## Discographie

### Maxi
- 2021: Hors d’œuvres

### Albums collaboratifs
- 1997 : Les Liens Sacrés (avec Mafia K'1 Fry)
- 1999 : Légendaire (avec Mafia K'1 Fry)
- 2003 : La Cerise sur le ghetto (avec Mafia K'1 Fry)
- 2007 : Jusqu'à la mort (avec Mafia K'1 Fry)
- 2007 : Ozas (avec Nonord)

## Apparitions
- 1998 : Ideal J, Dry, Karlito, AP & OGB - Show bizness 98 (sur l'album Le combat continue d'Ideal J)
- 1998 : Kery James, OGB, Karlito - Freestyle (sur la compilation Mix_tape 2 de DJ Mosko)
- 1998 : 113 clan - Trainer la Nuit (sur la compilation Operation Freestyle de Cut Killer)
- 1999 : Rim'K, AP & Karlito - L'Âge du meurtre (Piste bonus) (sur l'album Les Princes de la ville du 113)
- 1999 : Rohff, Intouchable & Karlito - Manimal (sur l'album Le Code de l'honneur de Rohff)
- 1999 : Delta, Cynéfro, Fdy, Karlito et MC Jean Gab'1 - Paraît qu’t’es hardcore (sur la compilation Première classe vol. 1)
- 1999 : Karlito - T'es Pas Assisté (sur le maxi Kiffe, Kiffe Mec)
- 2000 : Karlito - T'inquiète... (sur la compilation Espion le EP de DJ Mehdi)
- 2001 : Manu Key, OGB, Popa & Karlito - Clash (sur l'album Manuscrit de Manu Key)
- 2001 : Popa, OGB, Rak & Karlito – Tout ce que je sais, c'est que... (sur la compilation Vitry Club)
- 2002 : 113, Rohff & Karlito - Assoce De… (sur l'album 113 fout la merde de 113)
- 2002 : DJ Mehdi, Karlito - A Ta Façon (sur le maxi About Me de DJ Mehdi)
- 2003 : Karlito, Mokobé, Dry - Mytho (sur la compilation Double Face 5 de DJ Kost & DJ Goldfingers)
- 2004 : Karlito & Rak - Tout le monde en parle (sur la compilation Street Lourd Hall Stars)
- 2004 : Rapeur D'1stinct, Dry, Karlito - Remise A L'heure (sur la compilation Le Contrat Vol.1)
- 2005 : Karlito - Michtoneuse (sur la compilation Rap Performance)
- 2005 : Tonton David, Karlito - Gros (sur l'album Babelou de Tonton David)
- 2008 : Dry, Karlito - Boom Boom (sur la compilation De La Pure Pour Les Durs)
- 2009 : Dry, MC Six Coup & Karlito - Attention (sur la compilation La Mafia du rap)
- 2010 : TLF & Karlito -  Ma ville, ma Capitale (sur la compilation Street Lourd 2)
- 2012 : Karlito - Intro (sur la compilation Avec Vous)
- 2016 : Karlito, Dry - À la Kiss (sur la bande originale du film La Pièce : Les derniers seront les premiers)